# Friedrich Schiedat
Friedrich (Fritz) Schiedat (* 6. Januar 1900 in Ostpreußen; † 16. Mai 1966 in Hannover) war ein deutscher Rechtsanwalt, Notar und Kommunalpolitiker (NSDAP). Er war Oberbürgermeister der Stadt Allenstein in der Zeit von April 1933 bis Januar 1945.

## Leben und Wirken
Nach dem Schulbesuch studierte Fritz Schiedat Rechts- und Staatswissenschaften sowie Volkswirtschaft an der Albertus-Universität Königsberg. Seit 1919 gehörte er der Burschenschaft Alemannia Königsberg an. Seine berufliche Laufbahn begann er um 1928 als Richter am Landgericht in Allenstein, wo er sich nach drei Jahren als Rechtsanwalt niederließ. Zum 1. August 1931 trat er der NSDAP bei (Mitgliedsnummer 668.341). Im März 1933 wurde er Kreisleiter der NSDAP in Allenstein.
Am 2. April 1933 löste er den erst wenige Monate zuvor eingeführten Oberbürgermeister von Allenstein ab, den Zentrumspolitiker Otto Gilka (1898–1978), der nach der Machtübernahme der NSDAP und den Märzwahlen 1933 aus dem Amt getrieben und durch Schiedat ersetzt wurde. 1934 leitete Schiedat für kurze Zeit die Untergruppe Ostpreußen-Süd im Bund Deutscher Osten.
Während seiner Amtszeit wurden in Allenstein eine Reihe neuer Straßen, Kasernen und Wohnsiedlungen gebaut. Die jüdische Gemeinde Allensteins wurde während seiner Zeit als Oberbürgermeister drangsaliert. Die Synagoge wurde während der Novemberpogrome 1938 niedergebrannt. Die meisten Juden und jüdischstämmigen Einwohner, die nicht emigrieren konnten oder wollten, wurden ab 1942 in ein Vernichtungslager deportiert und dort ermordet. Nach Ausbruch des Zweiten Weltkrieges beteiligte sich Schiedat an der Verfolgung von Polen in Allenstein.
Im Februar 1942 wurde Schiedat als Gebietskommissar von Kriwoi Rog-Stadt in das Reichskommissariat Ukraine abgeordnet, das zu diesem Zeitpunkt unter Führung des Königsberger NSDAP-Gauleiters Erich Koch als Reichskommissar aufgebaut wurde. Im November 1942 folgte ihm auf diesem Posten der Letmather Amtsbürgermeister und NSDAP-Leiter Wilhelm Schröer (1897–1945) nach. Kriwoi Rog wurde im August 1941 von deutschen Truppen eingenommen und Anfang 1944 von der Roten Armee zurückgewonnen.
Fritz Schiedat flüchtete im Januar 1945 aus Allenstein vor der heranrückenden Roten Armee. Nach Kriegsende lebte er als Rechtsanwalt und Notar in Hannover. Mit seiner Frau Ella Schiedat geb. Macht hatte er zwei Töchter und einen Sohn. Sein Sohn Carl-Friedrich Schiedat (1936–2015) und sein Enkel Carl-Alexander Schiedat (1964–2019) führten das Notariat fort.